# Kornberg (Gemeinde Neuhofen an der Ybbs)
Kornberg ist eine Ortschaft und eine Katastralgemeinde der Gemeinde Neuhofen an der Ybbs im Bezirk Amstetten in Niederösterreich.

## Geschichte
Laut Adressbuch von Österreich waren im Jahr 1938 in der Ortsgemeinde Kornberg zwei Schmiede, ein Viktualienhändler und mehrere Landwirte ansässig.

## Siedlungsentwicklung
Zum Jahreswechsel 1979/1980 befanden sich in der Ortschaft 139 Bauflächen mit insgesamt 36665 m² und 84 Gärten mit zusammen 226805 m², 1989/1990 bestanden 138 Bauflächen. 1999/2000 war die Zahl der Bauflächen auf 252 angewachsen, wobei 172 Gebäude bestanden. 2009/2010 waren es 131 Gebäude auf 202 Bauflächen.

## Landwirtschaft
Die Katastralgemeinde ist landwirtschaftlich geprägt. 553 Hektar wurden zum Jahreswechsel 1979/1980 landwirtschaftlich genutzt und 307 Hektar waren forstwirtschaftlich geführte Waldflächen. 1999/2000 wurde auf 549 Hektar Landwirtschaft betrieben und 324 Hektar waren als forstwirtschaftlich genutzte Flächen ausgewiesen. Ende 2018 waren 543 Hektar als landwirtschaftliche Flächen genutzt und Forstwirtschaft wurde auf 312 Hektar betrieben. Die durchschnittliche Bodenklimazahl von Kornberg beträgt 31,1 (Stand 2010).